# برت لیون (بازیکن فوتبال)
برت لیون (انگلیسی: Bert Lyons; ۵ مارس ۱۹۰۲ – ۱۰ مهٔ ۱۹۸۱) بازیکن فوتبال اهل بریتانیا بود.
از باشگاه‌هایی که در آن بازی کرده‌است می‌توان به باشگاه فوتبال والسال، باشگاه فوتبال تاتنهام هاتسپر، باشگاه فوتبال کولوین بای، باشگاه فوتبال پورت ویل، و باشگاه فوتبال لیتون اورینت اشاره کرد.